# Bezirk Laufenburg
| Sitze im Grossen Rat (2025–2028)                       |
| Insgesamt 7 Sitze - SP: 2 - Mitte: 1 - FDP: 1 - SVP: 3 |

Einwohnerzahl

Der Bezirk Laufenburg ist ein Bezirk des Kantons Aargau in der Schweiz, der im Wesentlichen aus dem oberen Fricktal im Aargauer Jura südlich des Rheins besteht. Der Bezirk umfasst 18 Einwohnergemeinden.
Nach der Fusion der Gemeinden Wil AG, Oberhofen, Mettau und Etzgen mit der Brugger Gemeinde Hottwil per 1. Januar 2010 zur Gemeinde Mettauertal kam auch der Gemeindebann von Hottwil im Bezirk Laufenburg zu liegen. Somit hat dieser um jene Fläche zugenommen.
Die Gemeinden Bözen, Effingen und Elfingen des Bezirks Brugg schlossen sich per 1. Januar 2022 mit der Gemeinde Hornussen zur Gemeinde Böztal zusammen. Die neue Gemeinde liegt im Bezirk Laufenburg, womit der Bezirk um die Fläche der drei Gemeinden zugenommen hat.

## Einwohnergemeinden
Stand: 1. Januar 2023
| Wappen         | Name der Gemeinde | Einwohner (31. Dezember 2023) | Fläche in km² | Einw. pro km² |
| -------------- | ----------------- | ----------------------------- | ------------- | ------------- |
| Böztal         | Böztal            | 2896                          | 22,31         | 130           |
| Eiken          | Eiken             | 2447                          | 7,08          | 346           |
| Frick          | Frick             | 5741                          | 9,96          | 576           |
| Gansingen      | Gansingen         | 1097                          | 8,77          | 125           |
| Gipf-Oberfrick | Gipf-Oberfrick    | 3878                          | 10,17         | 381           |
| Herznach-Ueken | Herznach-Ueken    | 2634                          | 11,37         | 232           |
| Kaisten        | Kaisten           | 2948                          | 18,09         | 163           |
| Laufenburg     | Laufenburg        | 3800                          | 14,47         | 263           |
| Mettauertal    | Mettauertal       | 2158                          | 21,59         | 100           |
| Münchwilen     | Münchwilen (AG)   | 1070                          | 2,46          | 435           |
| Oberhof        | Oberhof           | 580                           | 8,20          | 71            |
| Oeschgen       | Oeschgen          | 1176                          | 4,38          | 268           |
| Schwaderloch   | Schwaderloch      | 723                           | 2,77          | 261           |
| Sisseln        | Sisseln           | 1666                          | 2,52          | 661           |
| Wittnau        | Wittnau           | 1411                          | 11,25         | 125           |
| Wölflinswil    | Wölflinswil       | 1041                          | 9,51          | 109           |
| Zeihen         | Zeihen            | 1276                          | 6,88          | 185           |
| Total (17)     | Total (17)        | 36'542                        | 171,78        | 213           |

## Veränderungen im Gemeindebestand

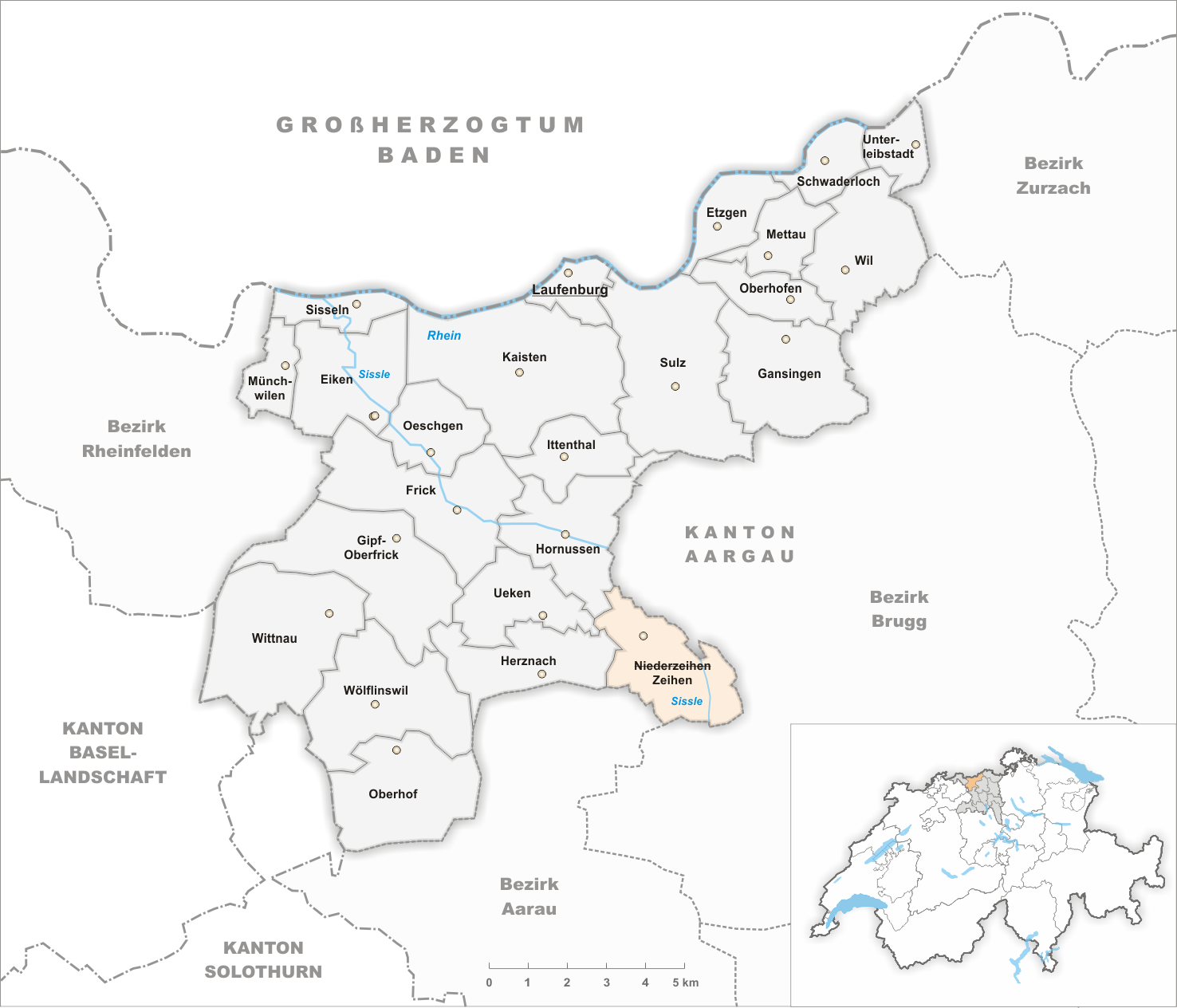
Gemeinden bis 1852
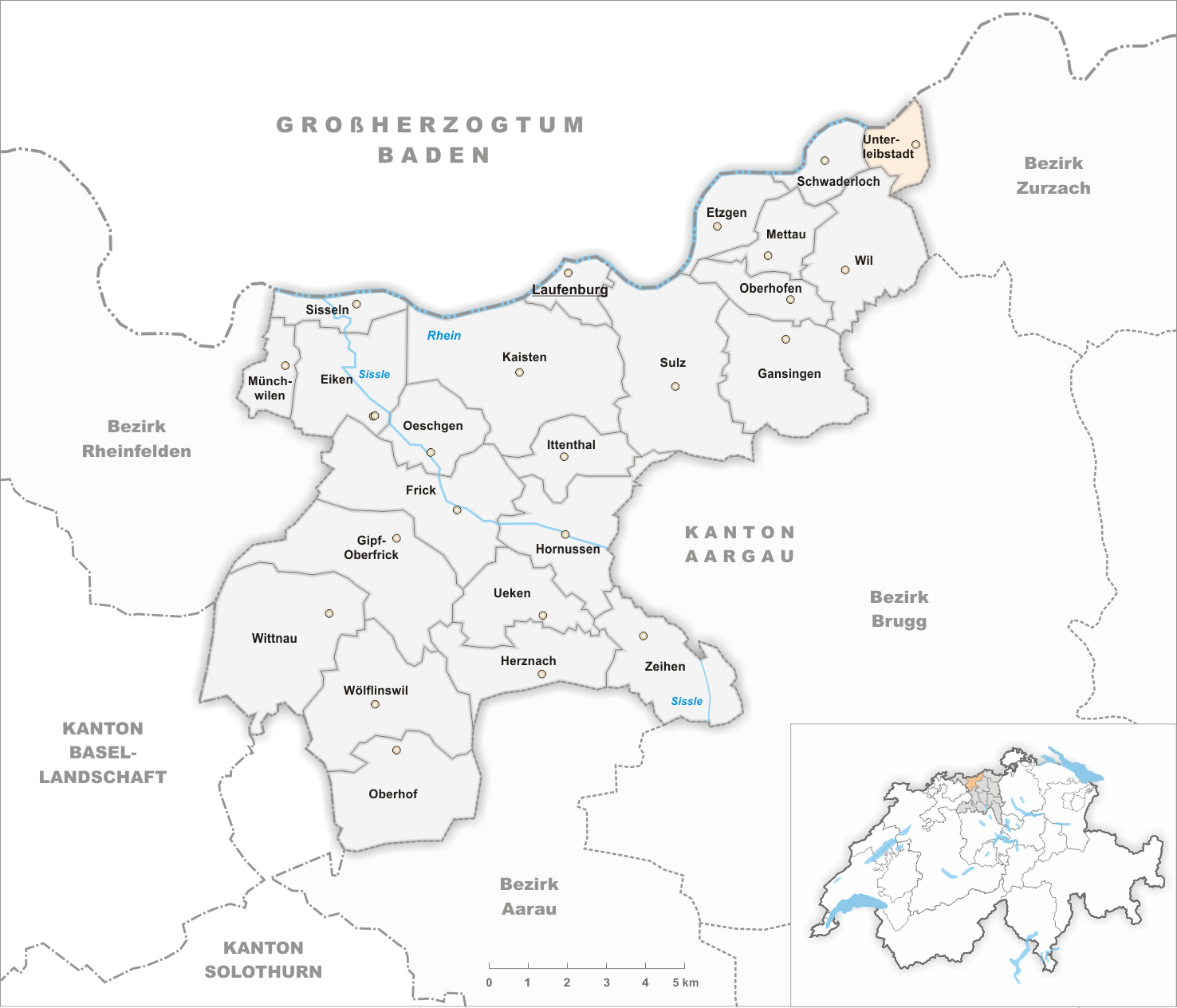
Gemeinden bis 1865
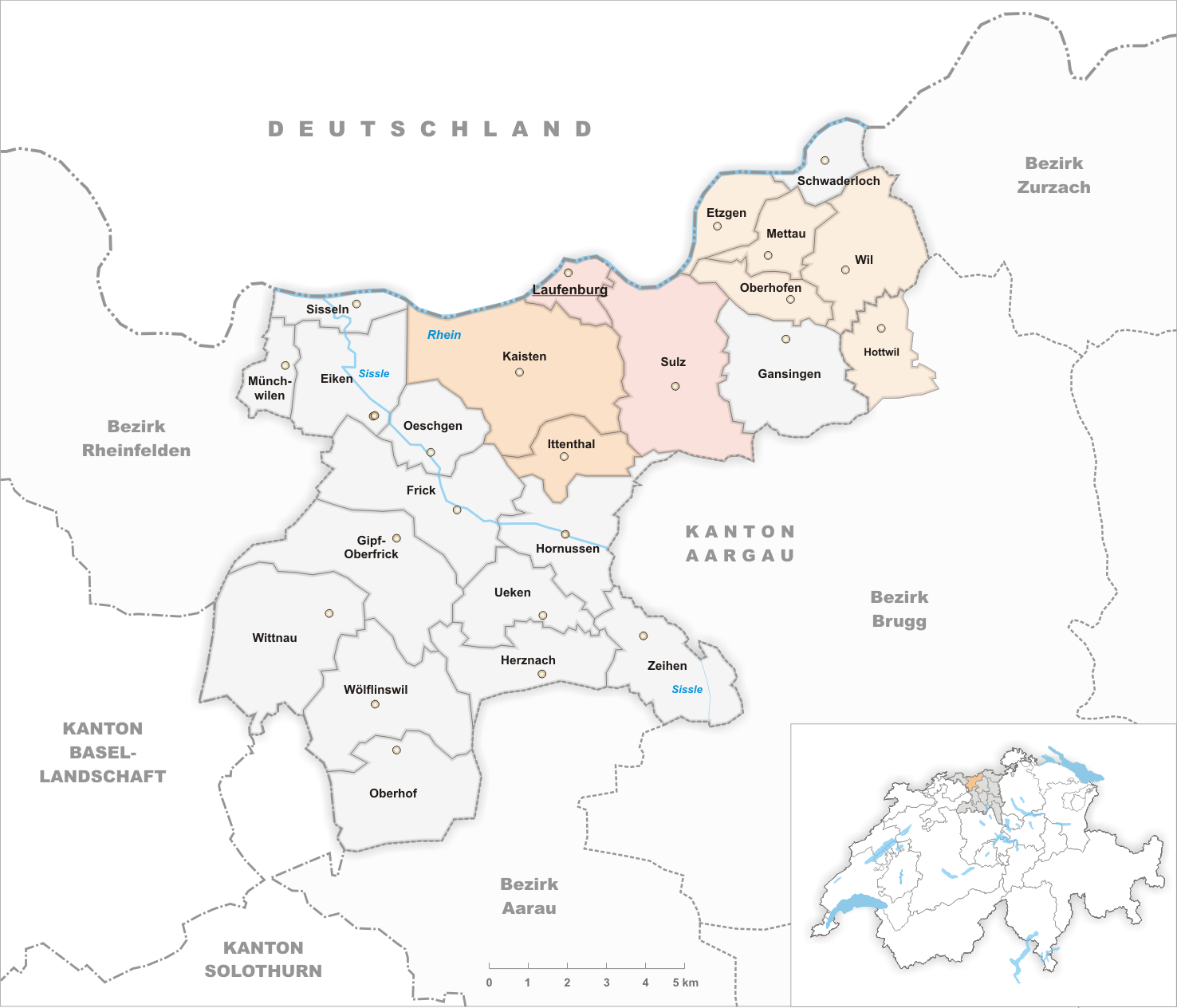
Gemeinden bis 2009
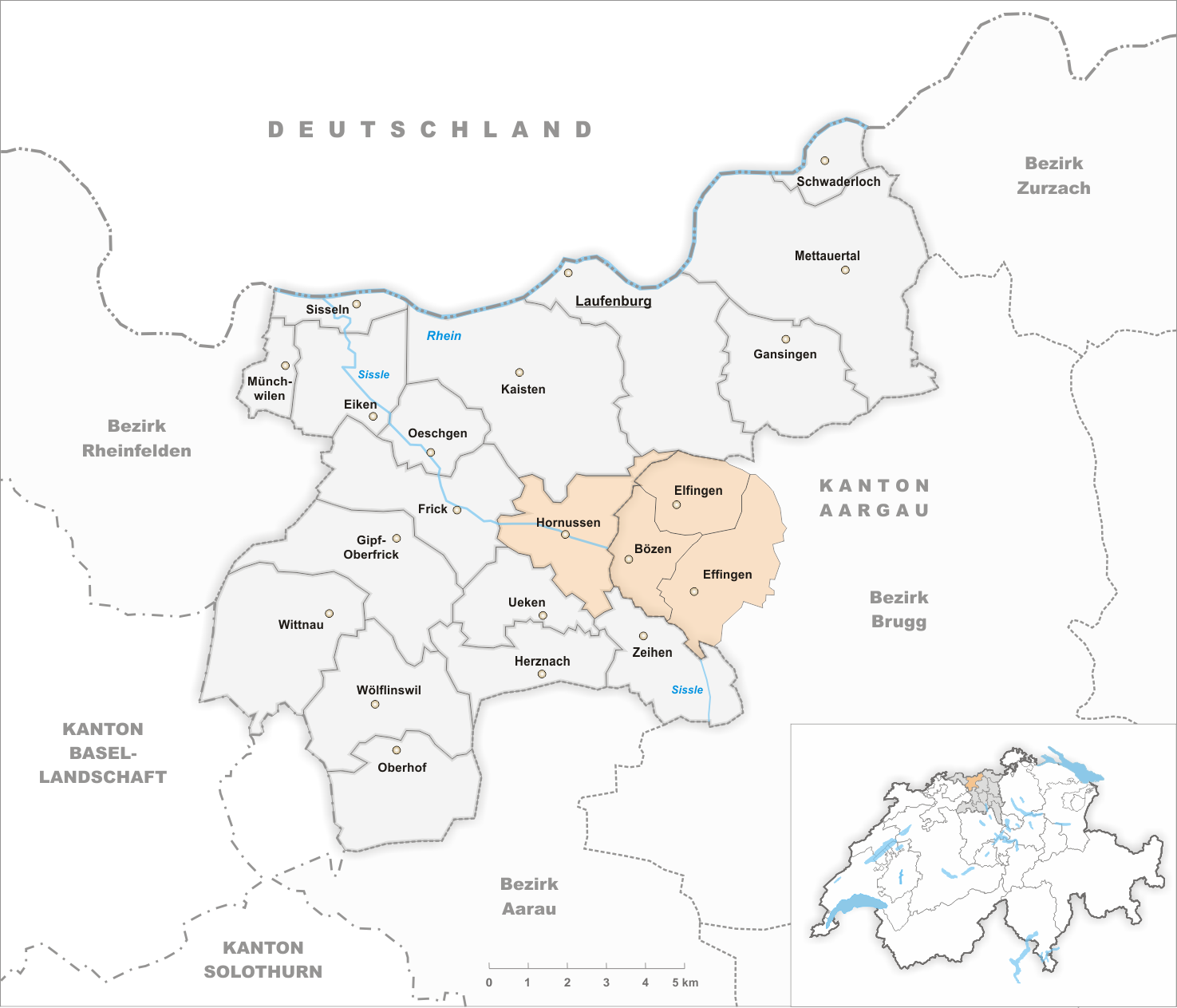
Gemeinden bis 2021
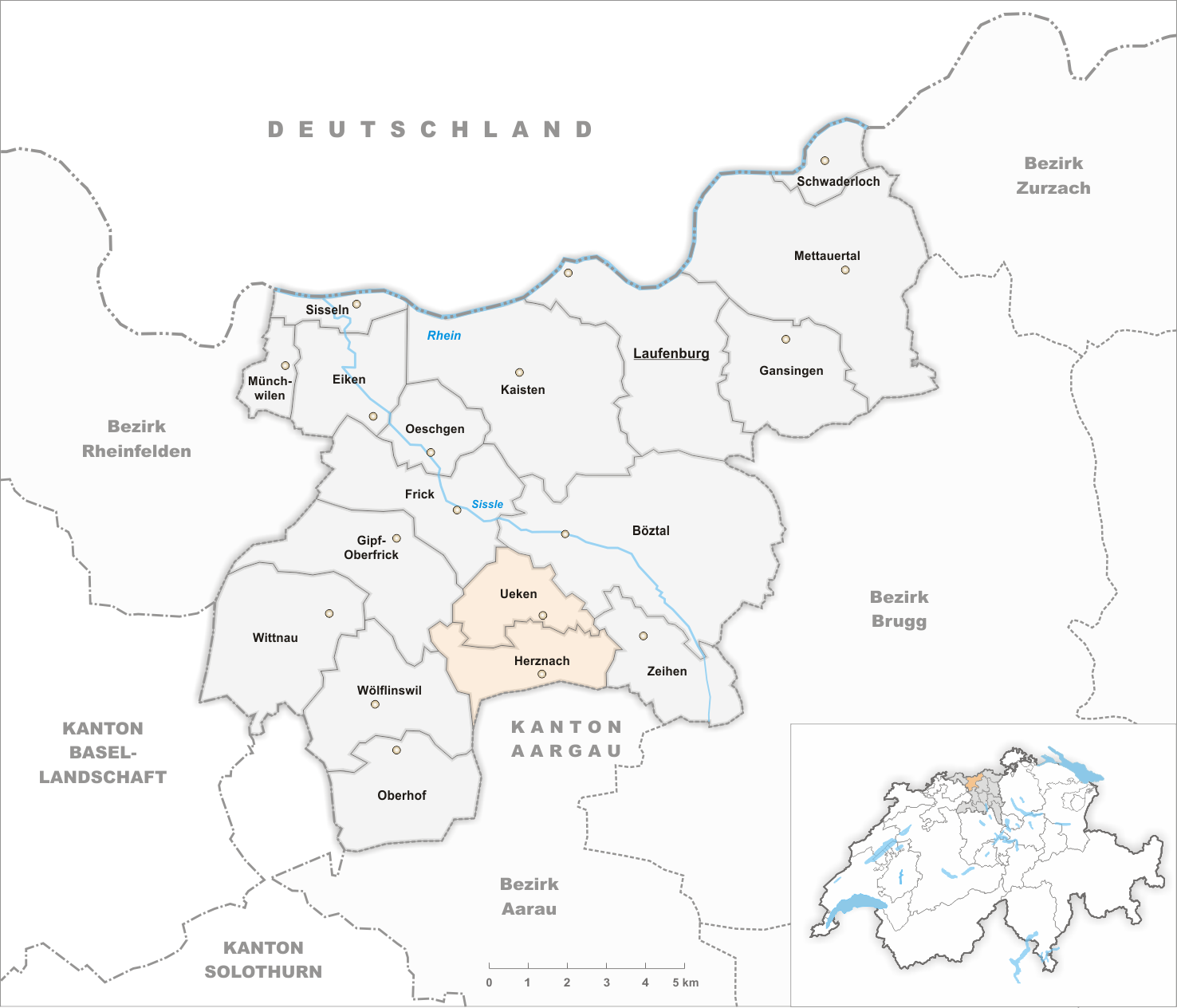
Gemeinden bis 2022

- 1803: Abspaltung von Eiken → Eiken und Sisseln
- 1803: Abspaltung von Mettau → Mettau und Wil
- 1803: Abspaltung von Wölflinswil → Wölflinswil und Oberhof
- 1803: Abspaltung von Herznach → Herznach und Ueken
- 1804: Abspaltung von Frick → Frick und Gipf-Oberfrick
- 1832: Abspaltung von Mettau → Mettau und Oberhofen
- 1833: Abspaltung von Mettau → Mettau und Etzgen
- 1853: Namensänderung Niederzeihen → Zeihen
- 1866: Fusion von Oberleibstadt im Bezirk Zurzach und Unterleibstadt im Bezirk Laufenburg → Leibstadt im Bezirk Zurzach
- 2010: Fusion Hottwil, Etzgen, Mettau, Oberhofen, und Wil  →  Mettauertal
- 2010: Fusion Ittenthal und Kaisten → Kaisten
- 2010: Fusion Laufenburg und Sulz → Laufenburg
- 2022: Fusion Bözen (Bezirk Brugg), Effingen (Bezirk Brugg), Elfingen (Bezirk Brugg) und Hornussen → Böztal
- 2023: Fusion Herznach und Ueken → Herznach-Ueken

## Ortschaften
| PLZ  | Name der Ortschaft | Gemeinde    |
| ---- | ------------------ | ----------- |
| 5076 | Bözen              | Böztal      |
| 5078 | Effingen           | Böztal      |
| 5077 | Elfingen           | Böztal      |
| 5075 | Hornussen          | Böztal      |
|      | Büren              | Gansingen   |
|      | Galten             | Gansingen   |
| 5083 | Ittenthal          | Kaisten     |
|      | Rheinsulz          | Laufenburg  |
| 5085 | Sulz AG            | Laufenburg  |
|      | Sulzerberg         | Laufenburg  |
| 5275 | Etzgen             | Mettauertal |
| 5277 | Hottwil            | Mettauertal |
| 5274 | Mettau             | Mettauertal |
| 5273 | Oberhofen AG       | Mettauertal |
| 5276 | Wil AG             | Mettauertal |